# Lista de membros da Royal Society eleitos em 1944
Membros da Royal Society eleitos em 1944.

## Foreign Members
- Oswald Avery
- Maurice Lugeon
- Theodor Svedberg
- Nils Eberhard Svedelius
- Stephen Timoshenko